# 维罗达明
维罗达明（也称为O-花生四烯酰基乙醇胺，缩写O-AEA）是一种含氮有机化合物，分子式C22H37NO2，可看做花生四烯酸与乙醇胺形成的酯，具有类花生酸和非典型大麻素的性质。